# Nojeon-en-Vexin
Nojeon-en-Vexin är en kommun i departementet Eure i regionen Normandie i norra Frankrike. Kommunen ligger i kantonen Étrépagny som tillhör arrondissementet Les Andelys. År 2022 hade Nojeon-en-Vexin 347 invånare.

## Befolkningsutveckling
Antalet invånare i kommunen Nojeon-en-Vexin
Referens:INSEE